# Deschampsia antarctica
Deschampsia antarctica E.Desv., 1854 è una pianta erbacea della famiglia delle Poacee; è una delle due specie di angiosperme che vivono nel continente antartico.

## Descrizione
D. antarctica si presenta come una piccola erba prostrata delle dimensioni dell'ordine di 15 cm, parzialmente secca (le foglie dell'anno precedente rimangono attaccate per gran parte della stagione vegetativa donando un aspetto caratteristico delle poacee visibili nelle zone alpine aride).

## Distribuzione e habitat
La specie è presente sulle isole Orcadi Meridionali, sulle isole Shetland Meridionali e lungo la costa occidentale della penisola Antartica. Il suo areale si spinge sino alla parte meridionale del Sud America (Argentina (Terra del Fuoco) e Cile (Regione di Magellano)).
La sua popolazione sta crescendo rapidamente a causa del riscaldamento globale che ha il duplice effetto di prolungare la stagione vegetativa (mitigazione delle temperature) e aumentare la superficie disponibile (fusione della calotta e rivelazione del suolo). Inoltre il calo delle popolazioni animali erbivore contribuiscono alla sua proliferazione.

## Proprietà
Possiede la capacità di sopravvivere a temperature fino a -30°, con luce minima o assente in inverno, grazie a un gene che inibisce la ricristallizzazione del ghiaccio.
La scoperta è stata fatta da scienziati del Centro di agribioscienze dell'università La Trobe di Melbourne, in Australia, che sono riusciti anche a impiantare il gene in altri vegetali, ipotizzando che ciò permetterebbe di aumentare la tolleranza delle coltivazioni alle brinate.
La sua peculiare resistenza al freddo è tutt'ora indagata e non totalmente compresa. Ciò che si è scoperto è che gli esemplari di D. Antarctica che crescono sul continente antartico sovraesprimono un gene responsabile della sintesi di potenti inibitori di ricristallizzazione (RI) supposti essere simili alle già note proteine di inibizione di ricristallizzazione del ghiaccio (IRIP). Gli esemplari che crescono a latitudini minori non presentano tale caratteristica. Il modo in cui questa sintesi si attiva è in fase di studio (rientra nello spettro di modificazioni dovute all'acclimatazione).